# Anna Biebendt
Anna Biebendt (* 26. November 1848 in Mühlhausen/Thüringen; † nach 1900 in Eisleben) war eine deutsche Schriftstellerin, die auch unter dem Pseudonym M. A. Enders publizierte.

## Leben
Anna Maria Dorothea Biebendt, Tochter des Steuerkassen-Rendanten Karl Flöthe († 1886) besuchte das Lehrerinnenseminar in Droyßig und arbeitete 3 Jahre als Erzieherin, bis sie 1870 den Kaufmann Karl Heinrich Bruno Biebendt (* 1840) heiratete und nach Schönebeck (Elbe) zog. 1886 starb auch ihr Mann und sie zog nach Halle (Saale). Seit 1898 lebte sie in Eisleben.

## Werke
- Novellen. Faber, Magdeburg 1881.
- Trautenheim.[1]
- Die Turmschwalbe.[2]
- Stervenbord.[3]
- Das Drachenhaus. 1881.[4]
- Falkenried. Aufzeichnungen aus der Feder einer alten Tante. Berlin 1886. (Deutsche Roman-Zeitung. Jahrg. 23, Bd. 1)